# إيرل كاثروود
إيرل كاثروود هو فلاح وسياسي كندي، ولد في 23 مايو 1900 في Hagersville, Ontario ‏ في كندا، وتوفي في 25 مارس 1988. نشط حزبياً في الحزب الكندي التقدمي المحافظ. وقد انتخب عضو مجلس العموم الكندي.